# Nesotriccus
Nesotriccus är ett fågelsläkte i familjen tyranner inom ordningen tättingar. Släktet omfattar fyra arter:
- Musfärgad dvärgtyrann (Nesotriccus murinus)
- Tumbesdvärgtyrann (Nesotriccus tumbezanus)
- Marañóndvärgtyrann (Nesotriccus maranonicus) – behandlas ofta som del av tumbezanus
- Cocosdvärgtyrann (Nesotriccus ridgwayi)

Alla utom cocosdvärgtyrannen placerades tidigare i släktet Phaeomyias. Genetiska studier visar dock att de bör placeras i samma släkte, där Nesotriccus har prioritet.